# William Kuhlemeier
William Kuhlemeier   (Seattle, 14 de gener de 1908 - Carlsbad, 8 de juliol de 2001) va ser un gimnasta artístic estatunidenc que va competir durant la dècada de 1930.
El 1932 va prendre part en els Jocs Olímpics de Los Angeles, on guanyà la medalla de bronze en la prova del llançament de maces del programa de gimnàstica, en quedar rere George Roth i Philip Erenberg.